# Emanuel Sweert
Emanuel Sweert (Zevenbergen, 1552 - Ámsterdam, 1612) fue un pintor, ilustrador, horticultor neerlandés, y destacado por su publicación de 1612, en Fráncfort del Meno de Florilegium Amplissumum et Selectissimum.

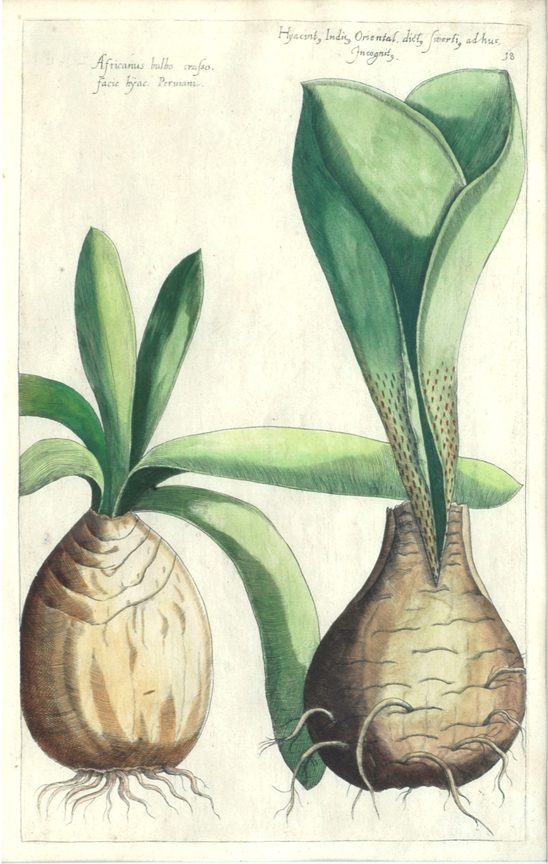
Plancha de Florilegium

Sweert vivió en una época en que plantas nuevas de todo el mundo se introducían en Europa a través de mercantes holandeses, ingleses y franceses. Para satisfacer el creciente interés en exóticas plantas, por el público, se establecieron guarderías por ricos comerciantes con el fin de satisfacer la demanda. Y las ilustraciones botánicas hallaron de pronto un lugar en la producción de catálogos de los viveros. Sweert preparó su Florilegium como guía de sus preciosos stocks para la "Feria de Fráncfort de 1612". Sus planchas, que representaban a unos 560 bulbos y flores, eran de Florilegium de Johann Theodore de Bry ; que a su vez se basaba en el de Pierre Vallet. Sus atractivos bulbos representados provocaron gran popularidad, dando lugar a seis ediciones de la obra entre 1612 y 1647, y una demanda que más tarde daría lugar a la  tulipomania. Al momento de la Feria, Sweert pasó al servicio de Sacro Emperador Romano Rodolfo II como director de sus jardines de Viena. Usó libremente placas que habían sido publicados antes, por lo que muchos de los que aparecieron en Florilegium habían sido cultivadas en los jardines de Enrique IV de Francia, en el Louvre.